# (30937) Bashkirtseff
(30937) Bashkirtseff est un astéroïde de la ceinture principale.

## Description
(30937) Bashkirtseff est un astéroïde de la ceinture principale. Il fut découvert le 16 janvier 1994 à Caussols par Eric Walter Elst et Christian Pollas. Il présente une orbite caractérisée par un demi-grand axe de 2,58 UA, une excentricité de 0,12 et une inclinaison de 3,1° par rapport à l'écliptique.

## Compléments